# Alexander Knox Helm

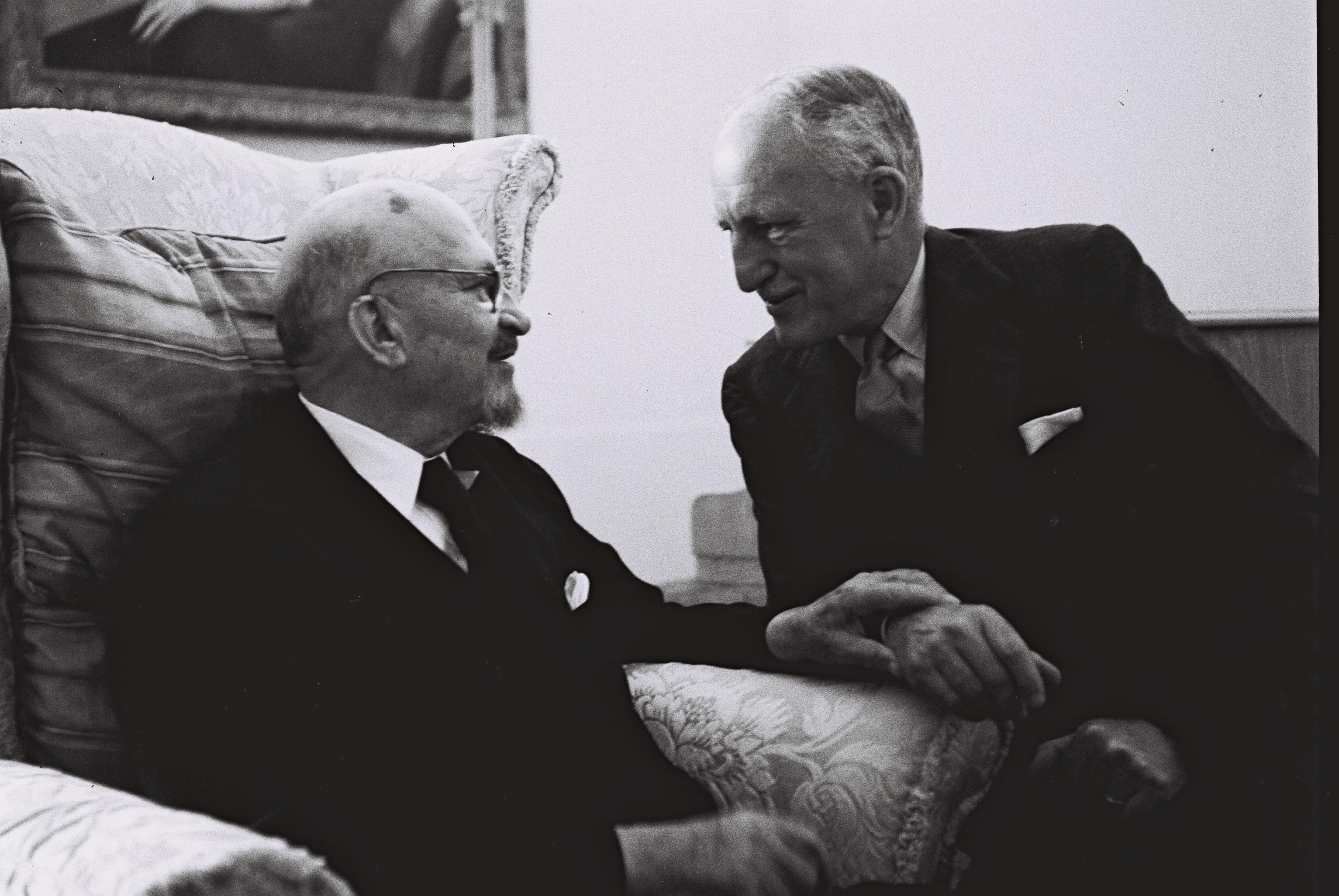
Alexander Knox Helm (R) amb el president d'Israel Chaim Weizmann, 1951

Sir Alexander Knox Helm, GBE, KCMG (nascut a Dumfries, 23 de març de 1893 – mort a alta mar, 7 de març de 1964), fou un diplomàtic Britànic, ambaixador a Turquia i darrer governador general del Sudan Anglo-egipci.

## Primers anys
Era fill de W. H. Helm, de Dumfries; on va estudiar a l'Acadèmia.

## Carrera
El 1912 va aprovar l'examen per al que s'anomenaven llavors passanties de segona divisió i fou assignat al Foreign Office. Serví com a membre del Registre Oriental. Fou un entusiàstic voluntari en esclatar la Primera Guerra Mundial, i el Foreign Office li va permetre unir-se a la seva unitat d'artilleria de camp. Va ser promogut alferes el 1917 i va exercir aquest càrrec a Palestina. Com a administratiu humil, havia realitzat només tasques rutinàries però s'havia distingit a través de la seva assiduïtat i memòria retentiva.
Així, quan va acabar la guerra se'l va seleccionar al marc del programa de reclutament especial per cobrir vacants provocades per la guerra i va ser assignat al Servei Consular de Llevant. Després d'un període curt de formació en llengües orientals al col·legi del Rei de Cambridge, va anar com vicecònsol a Tessalònica, i poc després va esdevenir tercer Dragoman a Istanbul. Quan la capital turca fou moguda a Ankara i l'oficina del Dragoman abolida, Helm se'n va anar a la nova capital com a segon secretari. Va servir allí com a cònsol, i el 1930 fou transferit al Departament Oriental delForeign Office.
El 1937 fou enviat com a cònsol a Addis Abeba i en esclatar la Segona Guerra Mundial fou mogut a l'ambaixada britànica a Washington DC, on va manejar els complicats problemes del subministrament de petroli al Regne Unit. El 1942 tornava a Ankara (en aquell moment un càrrec clau) com a conseller.

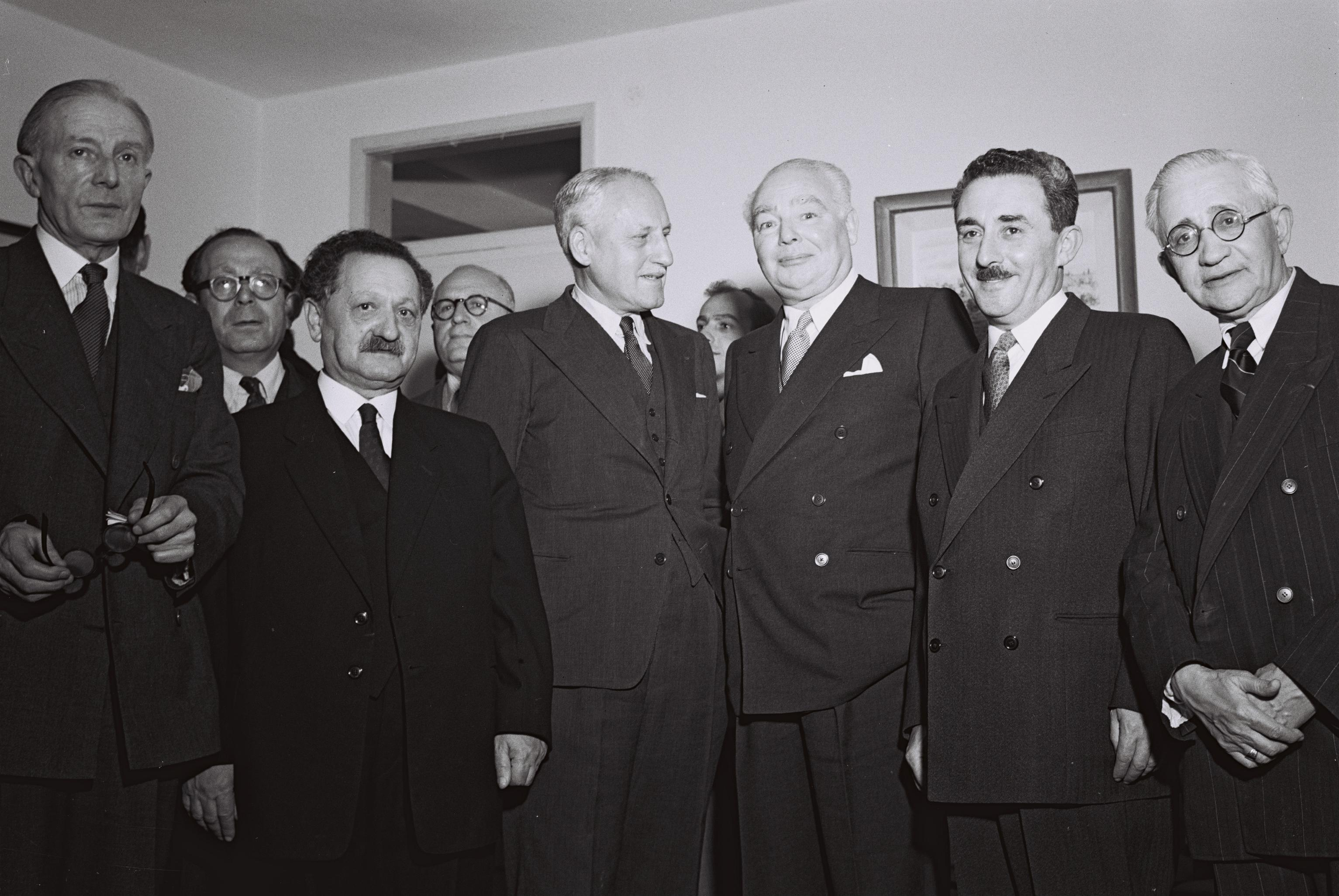
L-R: W. G. Hall, Moshe Rosetti, Yosef Sprinzak, Alexander Knox Helm, Leslie Hore-Belisha, i Moshe Sharett al Knesset israelià, 1951

El 1946 fou escollit per anar-se'n com a representant britànic a Hongria i quan es restauraren relacions diplomàtiques normals el 1947 se'l va designar ministre plenipotenciari allà. El 1949 se'l nomenava el primer britànic Chargé d'Affaires (després Ministre plenipotenciari) a Tel-Aviv, Israel, esdevingut estat independent, on va passar dos anys feliços i fructífers; el 1951 es convertia en ambaixador a Turquia. Sortia d'aquest país el 1954, havent arribat a l'edat de jubilació, però se n'anava per un període breu a Khartum el 1955, sent l'últim governador general del condomini (Sudan Angloegipci) exercint fins a la mitjanit del 31 de desembre de 1955 quan fou proclamada la independència.
Un home de caràcter fort i gran determinació, Helm era un negociador tenaç i enèrgic que tenia grans poders de persuasió i un sentit notable dels temps. També tenia un sentit d'humor i de proporció, i un encant genuí. Un cap que exigia, però era popular entre el seu personal, que sabia que podria fer qualsevol de les seves feines millor del que podien ells mateixos. Estava sempre preparat per escoltar el seu consell, però invariablement feia el que pensava. Retenia cap al final l'accent i entonació del Dumfriesshire terre de grangers d'on venia, i el seu amor per la comprensió de les coses de la terra el posava en bona posició en càrrecs on els problemes agrícoles tenien importància en l'economia del país.

## Cònjuges
La seva primera muller va morir el 1925. La segona, amb qui es va casar el 1931, li va sobreviure, després que morís a alta mar el 1964.